# زخم قلب (مجموعه تلویزیونی)
زخم قلب (به ترکی استانبولی:Kalp Yarası) مجموعهٔ تلویزیونی درام و عاشقانه، ساخت کشور ترکیه است که اولین قسمت از آن در ۲۸ ژوئن ۲۰۲۱ ازشبکه آ تی‌وی پخش شد و با سی‌و‌دو قسمت، در ۲۱ فوریهٔ ۲۰۲۲ به پایان رسید.

## بازیگران و شخصیت‌ها

### شخصیت‌های اصلی
| بازیگر            | شخصیت                     | قسمت |
| ----------------- | ------------------------- | ---- |
| گوکهان آلکان      | فرید سانجاک‌زاده           | ۱–۳۲ |
| یاعمور تانریسوسین | عایشه ییلماز/سانجاک‌زاده   | ۱–۳۲ |
| مروه چاعیران      | هانده واراوعلو/سانجاک‌زاده | ۱–۳۲ |
| توپراکجان آدیگوزل | یامان سانجاک‌زاده          | ۱–۳۲ |

### شخصیت‌های مکمل
| بازیگر            | شخصیت            | قسمت  |
| ----------------- | ---------------- | ----- |
| شِنای گورلر        | آزاده سانجاک‌زاده | ۱–۳۲  |
| رضا آکین          | حسین واراوعلو    | ۱–۳۲  |
| یونجا شاهینباش    | ودیا سانجاک‌زاده  | ۱–۳۲  |
| اینانچ کنوکچو     | سینان سانجاک‌زاده | ۱–۳۲  |
| بورچین عبدالله    | لمان سانجاک‌زاده  | ۱–۳۲  |
| ناز سایینار       | موگه سانجاک‌زاده  | ۱–۳۲  |
| ملیح چارداک       | بختیار           | ۱–۳۲  |
| زهرا ییلماز       | بتول             | ۱–۳۲  |
| بورا چنگیز        | میرزا تکین       | ۱۷–۳۲ |
| نیلسو برفین آکتاش | کمیسر پینار      | ۲۸–۳۲ |
| ایرم آلتوع        | فرایه اویسال     | ۲۹–۳۲ |

### نقش‌های پایان‌یافته
| بازیگر           | شخصیت            | قسمت  |
| ---------------- | ---------------- | ----- |
| کمال بوراک آلپر  | باها یالچین      | ۱–۱۱  |
| ناعیل کیرمیزیگول | احسان سانجاک‌زاده | ۱–۱۳  |
| زینب کوسه        | پرستار سعادت     | ۱۲–۲۳ |
| ماهر گونشیرای    | عدنان سانجاک‌زاده | ۱–۲۶  |
| ملتم گولنچ       | زمرد واراوعلو    | ۱–۲۸  |
| زینب گولدوعان    | الیف             | ۲۳–۲۸ |
| ایشتار گوکسون    | پدربزرگ‌شاهین     | ۲۱–۲۹ |